# Піхотна дивізія «Остпруссен»
Піхотна дивізія «Східна Пруссія» (нім. Infanterie-Division Ostpreußen) — дивізія Вермахту, що існувала наприкінці Другої світової війни.

## Історія
Піхотна дивізія «Остпруссен» сформована 17 квітня 1944 року в ході 26-ї хвилі мобілізації на навчальному центрі Милау (нім. Truppenübungsplatz Mielau) в 1-му військовому окрузі, як «дивізія-тінь» (нім. Schatten-Division). 20 червня 1944 року частка дивізії була спрямована до групи армій «C», що діяла на Італійському напрямку, а 3 липня решта підрозділів з'єднання увійшла до складу 65-ї піхотної дивізії, що утримувала оборону поблизу плацдарму союзників біля Неттуно.

## Райони бойових дій
- Німеччина (Східна Пруссія) та Італія (квітень — липень 1944)

## Склад
| 1944                                 |
| ------------------------------------ |
| 1-й гренадерський полк «Остпруссен»  |
| 2-й гренадерський полк «Остпруссен»  |
| Рота зв'язку «Остпруссен»            |
| Протитанкова рота «Остпруссен»       |
| Підрозділи забезпечення «Остпруссен» |